# اتفاقية قعطبة 1977
اتفاقية القاهرة 1977، هي أتفاقية تمت في 11 فبراير 1977، في قعطبة بين الجمهورية العربية اليمنية وجمهورية اليمن الديمقراطية الشعبية لتوقيع إتفاقيات الوحدة اليمنية .

## نبذة
تم الاتفاق على تشكيل مجلس من الرئيسين ومسئولي الدّفاع والاقتصاد والتجارة والتخطيط والخارجية يجتمع مرّة كل ستة أشهر بالتناوب في صنعاء وعدن لبحث ومتابعة كافّة القضايا الحدودية التي تهم الشعب اليمني الواحد وتنسيق الجهود في كافة المجالات بما في ذلك السياسة الخارجية. لكن الأحداث تسارعت وحالت دون تحقيق ذلك إثر موجة اغتيالات تعرّضت لها قيادتا الشطرين. وبهذه الأحداث الجسيمة كان لا بد من حدوث كارثة، لاسيّما وأن الحملات الإعلامية قد اشتدّت بين النظامين.

## وصلات خارجية
- احداث ماقبل الوحدة اليمنية